# Baia (Tulcea)
Baia è un comune della Romania di 4 813 abitanti, ubicato nel distretto di Tulcea, nella regione storica della Dobrugia. 
Il comune è formato dall'unione di 5 villaggi: Baia, Camena, Caugagia, Ceamurlia de Sus, Panduru.
Sul territorio del comune sono stati ritrovati nel 1953 reperti archeologici risalenti al Neolitico e riferibili alla cosiddetta Cultura di Hamangia.